# フランシスコ・アントゥネス
フランシスコ・アントゥネス・エスパーダ（Francisco Antúnez Espada、1922年11月1日 - 1994年8月16日）は、スペイン・アンダルシア州セビリア出身の元サッカー選手、元サッカー指導者。現役時代のポジションはDF。

## 経歴
レアル・ベティスのカンテラで育ち、1941-42シーズンにトップチームデビューを果たした。トップチームで4シーズン半プレーした後、同じくセビリアに本拠地を置くライバルクラブのセビージャFCへ移籍した。この移籍は、ベティス側から痛烈な批判を浴びたことに加えて、両者のライバル関係をより一層深くしたものとなった。セビージャでは、1951-52シーズンまでの7シーズンで通算139試合に出場し、2つの国内タイトルを獲得。1949-50シーズン終了後には、スペイン代表として1950 FIFAワールドカップに出場するなど、充実したキャリアを過ごした。
1954-55シーズン終了後にヘレスCDで現役を引退すると、引退後は指導者として主にアンダルシア州内に拠点を置くいくつかのチームを率いたが、プリメーラ・ディビシオンでの指導経験は無い。

## タイトル

### クラブ
ベティス
- セグンダ・ディビシオン : 1回 (1941-42)

セビージャ
- プリメーラ・ディビシオン : 1回 (1945-46)
- コパ・デル・レイ : 1回 (1947-48)